# Neopachylus
Neopachylus es un género de arácnido  del orden Opiliones de la familia Gonyleptidae.

## Especies
Las especies de este género son:
- Neopachylus bellicosus
- Neopachylus herteli
- Neopachylus imaguirei
- Neopachylus incertus
- Neopachylus mamillosus
- Neopachylus marginatus
- Neopachylus nebulosus
- Neopachylus serrinha
- Neopachylus taioensis